# Кирга (Свердловская область)
Кирга — село в Ирбитском МО Свердловской области, Россия.

## Географическое положение
Село Кирга «Ирбитского муниципального образования» расположено в 12 километрах (по автотрассе в 14 километрах) к востоку-юго-востоку от города Ирбит, на правом берегу реки Ница. В окрестностях села располагаются озёра-старицы. 

## История
Топоним Кирь с тюркского языка означает поле, равнина. В окрестностях села встречаются курганы и насыпи, в которых попадаются иногда серебряные монеты, разноцветные камешки с изображением лиц, птиц и зверей, обломки фарфоровой и стеклянной посуды, копья, черепки глиняной посуды тюркского происхождения.
Киргинская слобода (Киргинский городок) была основана в 1627 году Иваном Спицыным, Евдокимом Сахиным, Филиппом Синцовым, Степаном Чувашовым, Никифором Фоминых, Василием Долматовым, Василием Сихиным, Андреем Родковым, Иваном Козицыным, Григорием Глазачевым,  Максимом Фучиным, Семеном Холкиным, Клементием Пахомовым, Лазарь Телкиным. Она была заселена поселенцами из разных мест России. В 1654-1663 году оборону слободы от татар и степных калмыков возглавлял выдающийся русский землепроходец  земской староста Киргинской слободы Холкин Фома Семенович и Поярков Василий Данилович.
В XIX-XX веках главным занятием жителей было земледелие и отчасти скотоводство, для некоторых большой заработок давала Ирбитская ярмарка, во время которой многие из сельчан уходили в город и нанимались в услужение к приезжим купцам или сами вели мелкую торговлю. Академик Гмелин, проезжавший через Ирбит и Киргинскую слободу в январе 1735 года, в путевом дневнике своем упоминал, что до 1684 года Ирбитская ярмарка была в Киргинской слободе, но потом, по неудобству тут местности, была перенесена в Ирбит.

## Спасская церковь
Первый храм во имя Нерукотворенного образа Спаса был деревянный и находился на полуострове, образуемом рекою Ница, и по своему построению был современен заселению села Киргинского. Памятником этого храма остались полусгнившие бревна, торчащие из берега реки, подмываемого водою.
В 1779 году была заложена каменная, двухэтажная, четырёхпрестольная церковь, главный храм которой был освящён в честь Нерукотворного Образа Спасителя 3 марта 1835 года, придел был освящён в честь Казанской иконы Пресвятой Богородицы 26 сентября 1785 года, придел был освящён во имя великомученика Георгия Победоносца 26 ноября 1786 года, придел был освящён в честь преподобного Сергия Радонежского 26 ноября 1788 года. В храме полы были сделаны из мрамора, запрестольные иконы были поставлены так же на мраморные тумбы. В одном из приделов храма имелась выписанная с Афона икона Божией Матери Всех скорбящих радости. Она находилась в большом почитании у прихожан. 12 июля 1896 года, во время грозы, молния, в форме шара, проникла в церковь, и ударила в киот иконы Божией Матери, опалила его и позолоту иконостаса, но самой иконы не коснулась. Священники и один псаломщик помещались в церковных домах, диакон и второй псаломщик – в общественных. С 1929 года богослужение не совершалось, а в 1930 году церковь была закрыта. В советское время церковь была снесена, а на месте церкви был построен Дом культуры.

## Население
| 2002 | 2010 | 2021 |
| ---- | ---- | ---- |
| 649  | ↘614 | ↘520 |